# Wilaard
Wilaard is een buurtschap in de gemeente Leeuwarden, in de Nederlandse provincie Friesland. De buurtschap ligt ten zuidoosten van Roordahuizum en ten noordwesten van Friens aan het doodlopende deel van de Beslingadyk. Wilaard is een van de buurtschappen die binnen het dorpsgebied van het dorp Friens ligt.
De buurtschap moet niet verward worden met de verdwenen buurtschap Wilaard bij Leeuwarden, waarnaar de straat Wilaarderburen in Leeuwarden is vernoemd. Die buurtschap verdween door de groei van de stad Leeuwarden in de loop van de twintigste eeuw. 

## Geschiedenis
Wilaard zou zijn ontstaan op een terp, een opgeworpen heuvel in het landschap. Net als de terp van het dorp Friens is de terp van Wilaard ontstaan aan de rechter oever van de Boorne. Nadat vanaf ongeveer het begin van de christelijke jaartelling de getijdenstromen in deze rivier sterker zouden zijn geworden werd de terp opgeworpen. Op de terp ontwikkelde zich een nederzetting die vergelijkbaar was met die van Friens. Maar daar waar Friens uitgroeide tot een dorp bleef Wilaard een kleinere nederzetting. Wel was de plaats enige tijd groter dan de buurtschap zoals die vanaf de 19e eeuw op kaarten werd weergegeven.
De oudste vermelding van Wilaard dateert uit 1543 toen de weg bij de buurtschap werd aangehaald als Wylaerdera wech. Vanaf 1700 kwam de naam Wilaard voor. In de loop van de twintigste eeuw verdween de plaatsnaam van de kadasterkaarten. In 2007 meldde Karel F. Gildemacher dat de buurtschap er nog was, maar dat deze niet meer benoemd werd op moderne kaarten. In 2018 verscheen de naam Wilaard weer terug op de kadasterkaart.
Het tweede element van de plaatsnamen verwijst naar de terp, of 'werth', een aanduiding voor een terp in plaatsnamen die van oorsprong uit de periode 7e of 8e eeuw zouden stammen. Mogelijk verwijst het eerste element naar de boomsoort wilg (‘Salix’), maar zeker is dat allerminst. De naam van die plaats zou ook kunnen verwijzen naar een terp van de persoon Ulla of Willa.
In 2016 benoemde de Nieuwe Encyclopedie van Fryslân Wilaard als een van de buurtschappen die behoorden tot het dorp Friens. De buurtschap bestaat dan uit een tweetal boerderijen en een losse boerenerf.
Steden, dorpen en gehuchten: Aegum · Baard · Beers · Britsum · Cornjum · Finkum · Friens · Goutum · Grouw · Hempens · Hijlaard · Hijum · Huins · Idaard · Irnsum · Jellum · Jelsum · Jorwerd · Leeuwarden · Lekkum · Lions · Mantgum · Miedum · Oosterlittens · Oude Leije · Roordahuizum · Snakkerburen · Stiens · Swichum · Teerns · Warstiens · Wartena · Warga · Weidum · Wirdum · Wytgaard

Buurtschappen: Abbengawier · Angwier · Baardburen · Bartlehiem (deels) · Barrahuis · De Hem · Domwier · Fons · Groote Bontekoe · Gotum · Hezens · Horne · Hofland · Hoptille · Marwird · Midsburen · Naarderburen · Noordend · Oude Schouw (deels) · Poelhuizen · Rewerd (deels) · Schillaard · Schrins · Tichelwerk · Tjaard · Tjeintgum · Truurd · Tsienzerburen · Vensterburen · Vierhuis · Vrouwbuurtstermolen (deels) · Wammerd · Wiel · Wieuwens · Wilaard · Zuiderburen · Zuiderend

Voormalige buurtschappen: De Drie Romers · Hoek

Friesland: Steden en dorpen      Nederland: Provincies · Gemeenten